# Helena (satélite)
Helena (Helene) es un satélite troyano,  del sistema Saturno-Dione, ocupando el punto lagrangiano (L4) conocido también como Saturno XII, descubierto en 1980 por los astrónomos franceses Pierre Laques del Observatorio Pic du Midi y Jean Lecacheux del Observatorio de París. Se pudo observar por primera vez cuando los anillos de Saturno se veían desde la Tierra de perfil. Esta orientación de los anillos reduce mucho la luz que producen cuando contemplamos el planeta desde un telescopio y, por tanto, permiten la detección de débiles cuerpos en las proximidades de estos.
Comparte su órbita con el satélite de mayor tamaño Dione, al que precede en 60° ocupando el punto de Lagrange L4. La sonda Cassini descubrió en L5, es decir, 60° retrasado respecto a Dione, al satélite Pollux. (Ver: Satélite troyano)